# Akan (langue)
Pour les articles homonymes, voir Akan.
L’akan est une langue kwa du sous-groupe des langues tano central parlée par près de 8,3 millions de personnes au Ghana et en Côte d'Ivoire et par un total de 8 314 600 personnes en 2004. Elle est divisée en deux dialectes majeurs : le twi et le fanti.

## Présentation

Localisation des langues kwa.
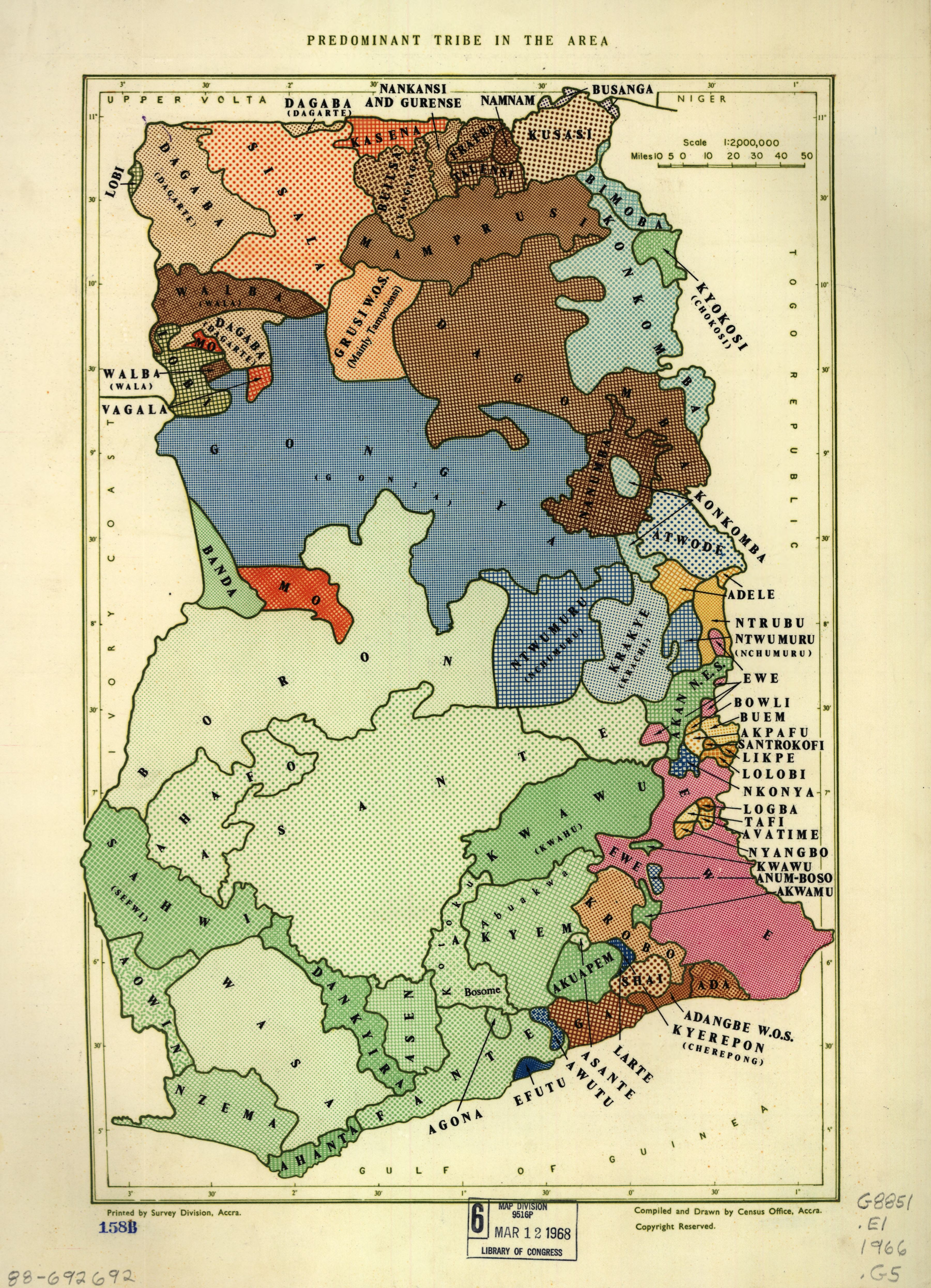
Aide de diffusion de l'akan au Ghana (en vert clair au Sud-Ouest).
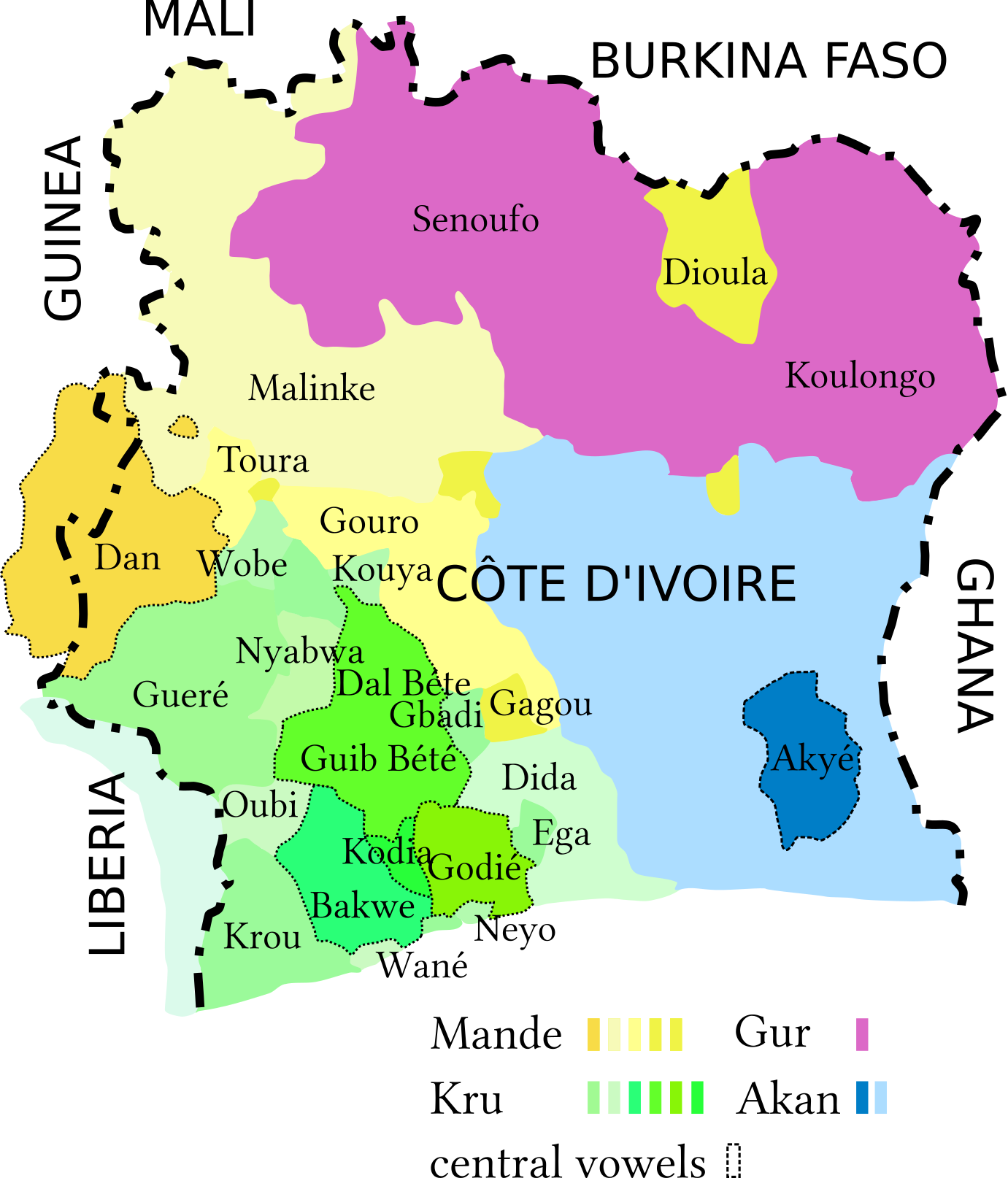
Aide de diffusion de l'akan en Côte d'Ivoire.